# Farsley
Farsley ist eine Stadt im Metropolitan Borough der City of Leeds, West Yorkshire, England, die zum Ward Calverley and Farsley gehört. Es war bis 1974 Bestandteil des Municipal Borough des benachbarten Pudsey und bildet mit diesem, Calverley, Horsforth und Guiseley einen Parlaments-Wahlkreis.

## Geographie
Farsley liegt 6 Meilen (9 Kilometer) westlich des Stadtzentrums von Leeds und 4 Meilen (6 Kilometer) östlich von Bradford, nördlich der Hauptstraße, die die beiden Großstädte verbindet. Nachbarorte sind (im Uhrzeigersinn) Rodley, Bramley, Pudsey, Thornbury und Calverley.
Die ungefähren Grenzen des Ortes werden im Osten durch das Tal des Farsley Beck, im Süden durch die Straße zwischen Leeds und Bradford, im Westen durch die Leeds Outer Ring Road und im Norden durch den Coal Hill gebildet. Von Süden nach Norden fällt das Gelände ab.

## Geschichte

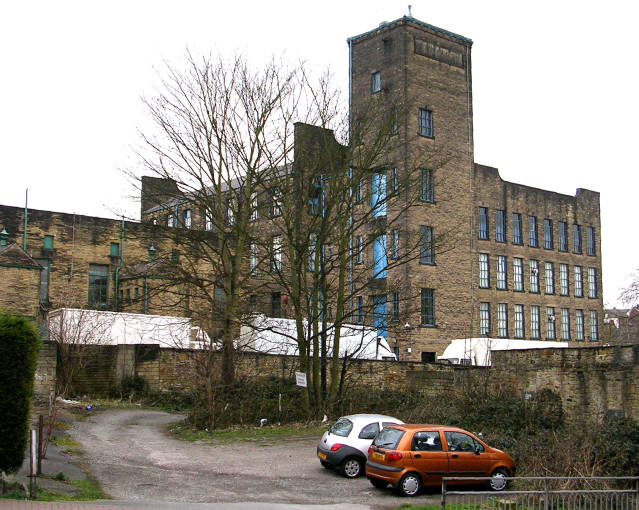
Woodhouse's Mill, eine alte Textilfabrik

Im Domesday Book von 1086 ist der Ort als Fersellei(a) erwähnt.
Der anglikanische Geistliche Samuel Marsden wurde 1765 wahrscheinlich in Farsley geboren.
Im Zuge der Industriellen Revolution wurde Farsley ein Zentrum der Wollverarbeitung mit zahlreichen Fabriken.
Während des Ersten Weltkriegs wurde im April 1916 am Rand des Orts, hauptsächlich auf dem Grund der heutigen Farsley Farfield Primary School, ein Behelfslandeplatz für Militärflugzeuge eingerichtet, der aber schon im März 1917 zugunsten landwirtschaftlicher Nutzung wieder aufgegeben wurde.
Von 1937 bis 1974 gehörte der Ort zusammen mit Calverley zum Municipal Borough von Pudsey und kam dann zum Metropolitan Borough von Leeds.

## Verkehr
Die Hauptstraße zwischen Leeds und Bradford verläuft am Südrand Farsleys als B6157. Von Süden nach Norden verläuft durch den Ort, zunächst als Old Road und Town Street, die B6156 nach Calverley. Westlich des Ortskerns führt die Leeds Outer Ring Road A6120 vorbei.
Die nächstgelegene Bahnstation ist der etwa 1,2 km südlich der Ortsmitte gelegene Haltepunkt New Pudsey an der Calder Valley Line mit Verbindungen nach Leeds, Bradford, Halifax, Huddersfield, York, Manchester und Blackpool.
im ÖPNV wird Farsley durch Buslinien nach Leeds, Pudsey, Horsforth, Seacroft, Bradford und Halifax bedient.

## Wirtschaft

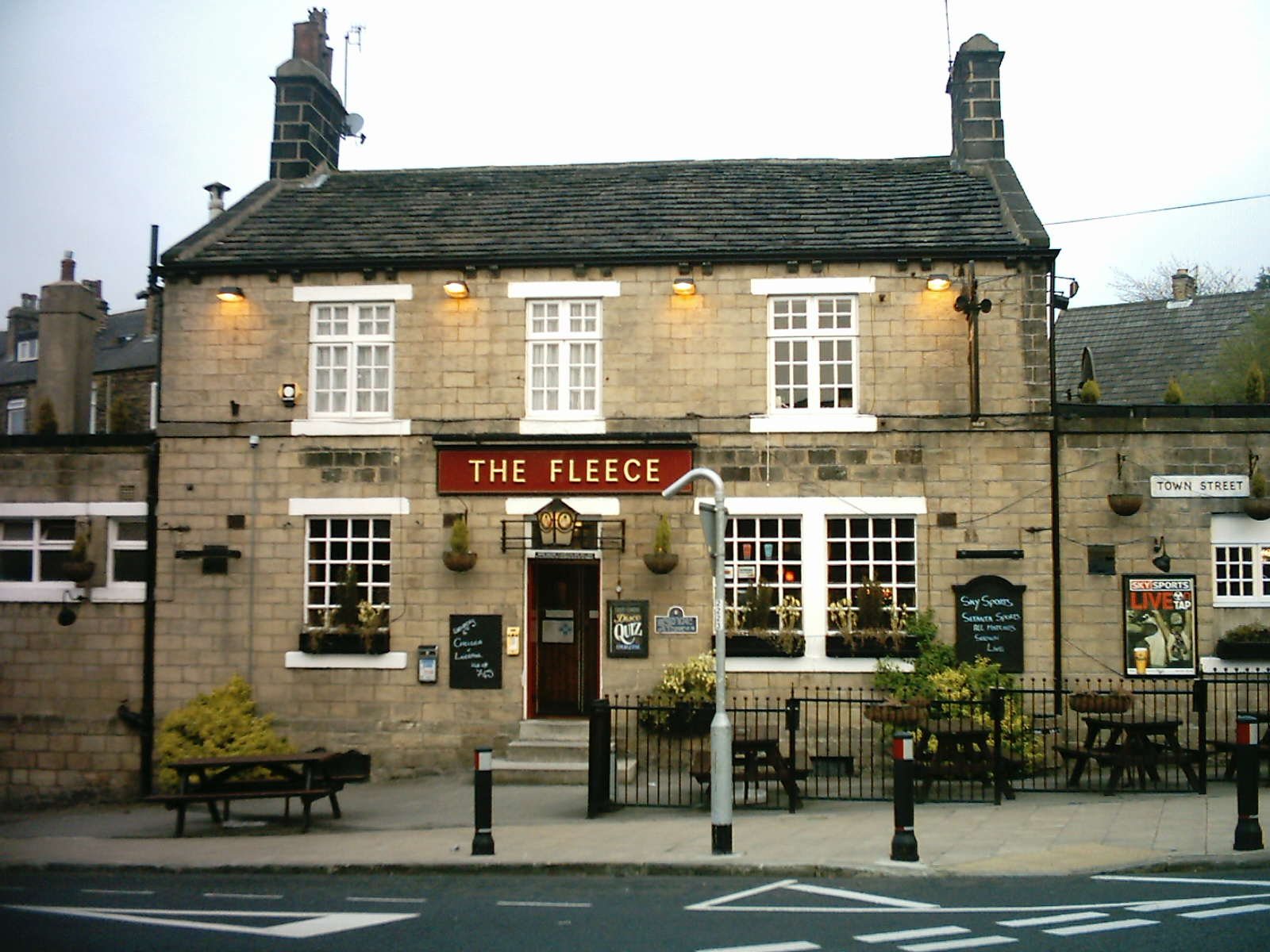
The Fleece

Von der einst dominierenden Wollverarbeitung zeugen noch mehrere Fabrikgebäude, die heute von anderen Gewerben genutzt werden.
Die meisten Einkaufsmöglichkeiten und Pubs in Farsley befinden sich entlang der Town Street. An ihrem unteren Ende befindet sich mit The Fleece der zweite jemals von Joshua Tetley’s & Son erworbene Pub und unter diesen der älteste erhaltene. Von früher elf Pubs in Farsley sind noch vier erhalten, allerdings haben sich mehrere Bars und Restaurants angesiedelt.
Weitere Einkaufsmöglichkeiten bestehen im benachbarten Pudsey, darunter ASDA und Marks and Spencer im Owlcotes Centre in Stanningley.
Farsley kann heute durch seine Lage zwischen Leeds und Bradford als auf diese Städte orientierte Pendlergemeinde angesehen werden.

## Bildung
Farsley hat drei Grundschulen: Farsley Farfield Primary School für Schüler von 3 bis 11 Jahren, Westroyd Infant School (3 bis 7 Jahre) und Farsley Springbank Junior School (7 bis 11 Jahre). Priesthorpe School ist die nächstgelegene weiterführende Schule mit über 1100 Schülern.

## Sport

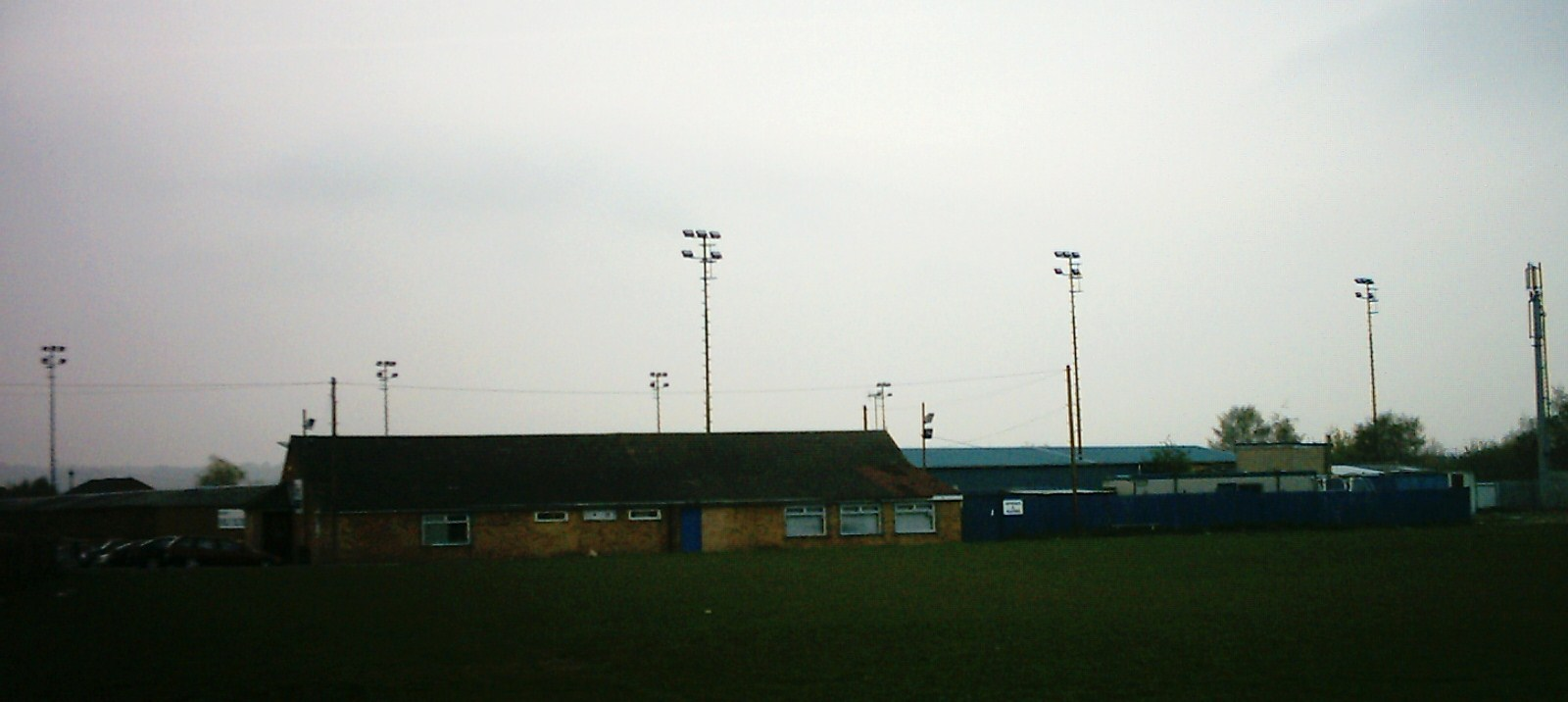
Fußballstadion Throstle Nest

Farsley Celtic Football Club, Nachfolger des 2010 aufgelösten Farsley Celtic Association Football Club, mit seinem Stadion in Throstle Nest spielt zurzeit (2015) in der Northern Premier League.
Farsley Cricket Club mit seinem Cricketfeld in Red Lane spielt (2015) in der 1. Division der Bradford Cricket League.

## Architektur und Sehenswürdigkeiten

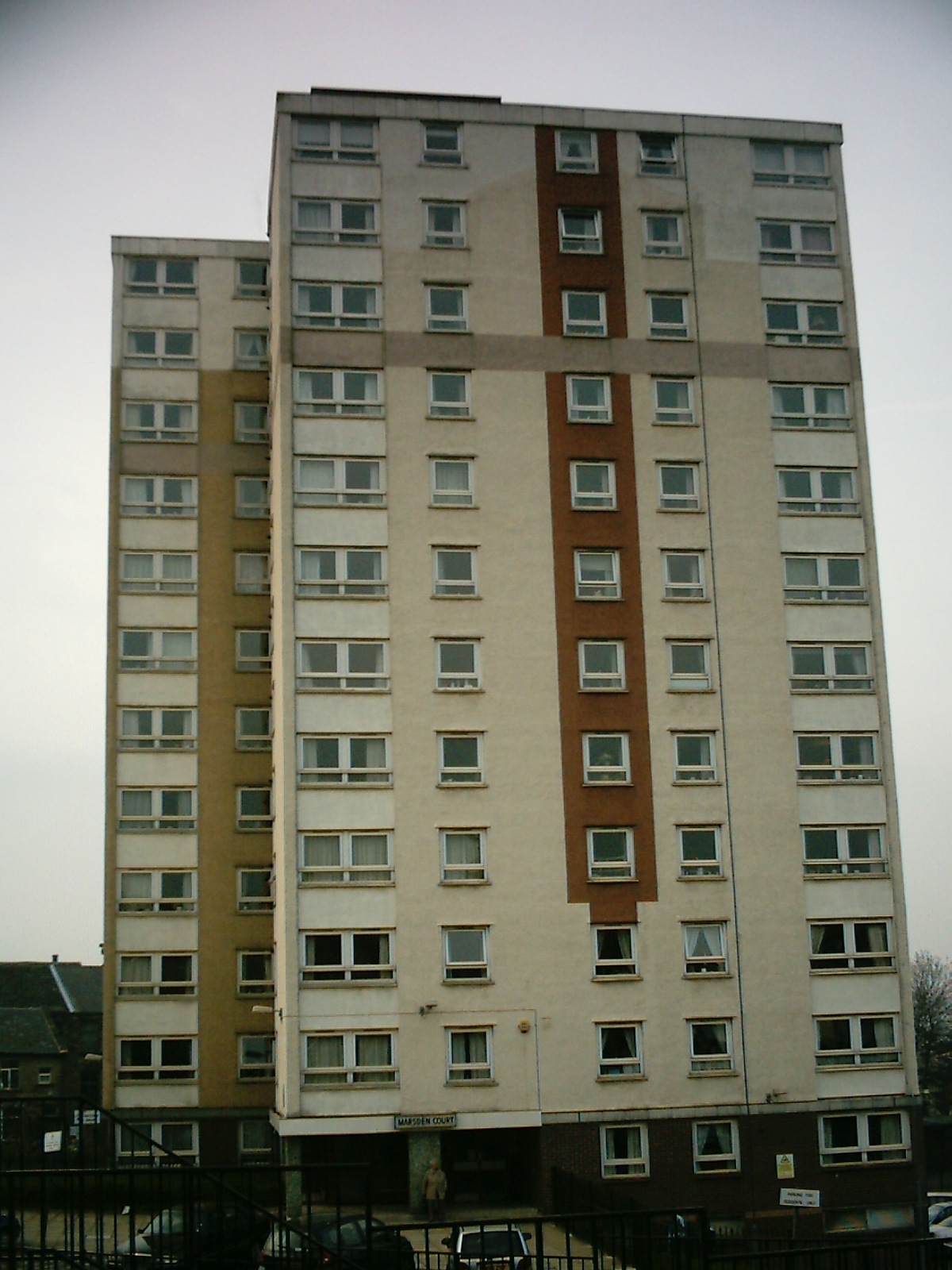
Wohnblock in Marsden Court

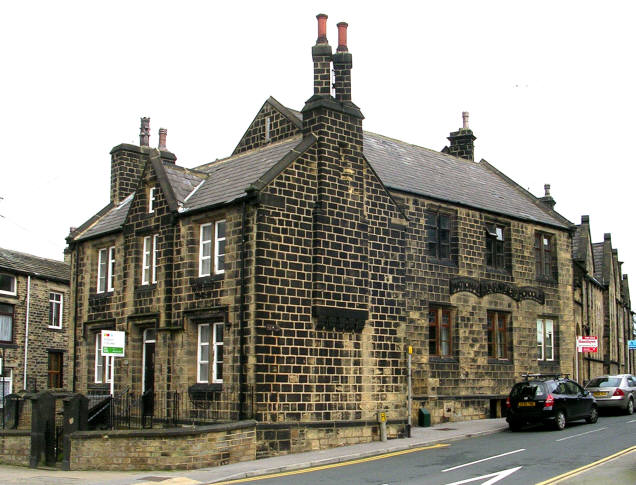
Altes Schulhaus

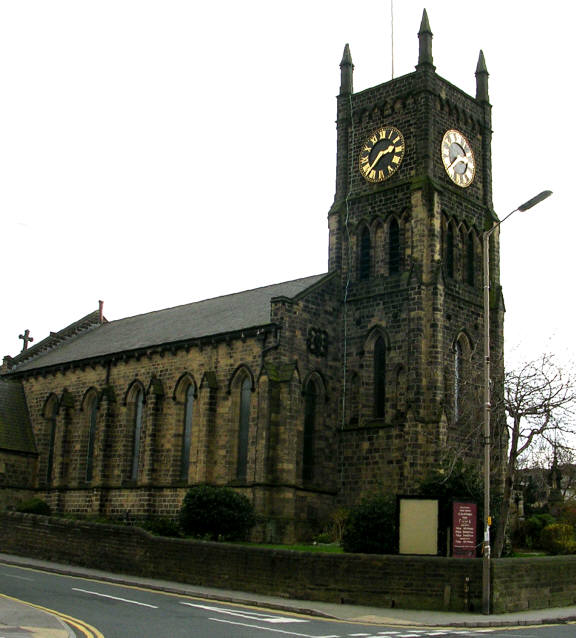
Pfarrkirche

Entlang und in der Umgebung der Town Street stehen vor allem ältere, zumeist aus Sandstein erbaute Reihenhäuser, die in einigen Straßen Rücken an Rücken gebaut wurden. Nahe der Ortsmitte befindet sich ein council estate aus Wohnblöcken, deren höchster 12 Etagen hat. Im westlichen Teil des Ortes befinden sich zumeist aus Ziegeln errichtete Doppelhäuser und Reihenhäuser, von denen viele von privaten Eigentümern erworben wurden, und am Ortsrand auch einzelnstehende Einfamilienhäuser.
Sheephead Park westlich der Town Street ist der Erinnerung an Samuel Marsden gewidmet.
St. John’s Church, die anglikanische Pfarrkirche, wurde 1842 errichtet. Ihr gegenüber befindet sich das alte Schulhaus, das zu Wohnungen konvertiert wurde.

## Persönlichkeiten
- Samuel Marsden (1765–1838), Geistlicher, Missionar in Australien und Neuseeland, führte die Schafzucht in Neuseeland ein